# Ridolini e la mano nera
Ridolini e la mano nera (Passing the Buck) è un cortometraggio muto comico del 1919 scritto, diretto ed interpretato da Larry Semon. Il film venne sonorizzato negli anni trenta).

## Trama
In un tranquillo hotel esploderà il pandemonio per colpa e per grazia di Ridolini.
Nel locale entra una coppia di ladri intenta a svaligiare la cassaforte, però il marito vuole dapprima farsi la barba nell'ufficio sotto il piano della sala da pranzo. Ridolini sta proprio corteggiando una bella ragazza ma questa gli molla un ceffone facendogli cadere la zuppa di sotto in faccia al ladro che picchia e getta in mezzo allo stagno il povero barbiere. Anche un'altra banda sta organizzando una rapina ai danni del gestore dell'hotel. Questa volta i malviventi provengono dal mondo arabo e mandano un volontario a rapinare il cassiere. Fortunatamente Ridolini eludendo l'uomo riuscirà a metterlo K.O. ponendo su un tavolo un'asse, su un'estremità un grosso vaso e buttando sopra l'altra estremità un grosso baule.
Successivamente Ridolini pensa di abbordare una ragazza offrendole qualche gioiello dell'hotel, ma non sa che in realtà la sua fiamma è la moglie complice del primo ladro il quale sta attendendo pazientemente dietro una tenda della camera che il pesce abbocchi all'amo. Ridolini entra in camera e inizia a conversare amichevolmente con la donna offrendole i gioielli, poi fugge all'impazzata quando l'uomo esce dal nascondiglio e cerca di freddarlo con la pistola.
Gli equivoci continuano a crearsi anche perché ora il bandito arabo si è portato nell'hotel tutta la compagnia che vorrebbe fare fuori il gestore. Egli prontamente comprende tutto e lascia a Ridolini l'incarico di amministrare l'intero hotel; così il clown si ritrova con una bomba ad orologeria in una borsa che consegna astutamente alla coppia di ladri e di seguito deve fuggire dai malviventi orientali con l'aiuto del facchino di colore.
Tutto si risolverà con la resa dei banditi perché Ridolini riuscirà magistralmente a far spaventare il loro leader tenendolo sospeso nell'aria aggrappato ad una corda collegata ad un'asta di ferro sull'ultimo piano dell'hotel. Tuttavia all'ultimo momento giunge nuovamente il primo bandito ciccione, reduce dall'esplosione, che fa rovinare Ridolini con il ladro nell'hotel sfondando il soffitto assieme al comignolo del caminetto.

## Produzione
Il film fu prodotto dalla Vitagraph Company of America (come Big V Special Comedies).

## Distribuzione
Distribuito dalla Vitagraph Company of America e presentato da  Albert E. Smith, il film - un cortometraggio in due bobine - uscì nelle sale cinematografiche statunitensi il 12 maggio 1919 con il titolo originale Passing the Buck.
Negli anni trenta la pellicola fu sonorizzata dalla Miniatura Film con Tino Scotti che prestò la voce a Ridolini; la nuova versione fu trasmessa in TV dalla RAI.